# Lizzy Yarnold
Lizzy Yarnold, född den 31 oktober 1988 i Sevenoaks, England, är en brittisk skeletonåkare.
Hon tog OS-guld i skeleton i samband med de olympiska skeletontävlingarna 2014 i Sotji och olympiska skeletontävlingarna 2018 i Pyeongchang.